# Fouquieria formosa
Fouquieria formosa är en tvåhjärtbladig växtart som beskrevs av Carl Sigismund Kunth. Fouquieria formosa ingår i släktet Fouquieria och familjen Fouquieriaceae. Inga underarter finns listade i Catalogue of Life.